# Armoracia rusticana
Armoracia rusticana, conocida comúnmente como rábano rusticano, rábano de caballo o rábano picante o raíz picante, es una planta perenne de la familia Brassicaceae, en la que se incluyen la mostaza y las coles. 

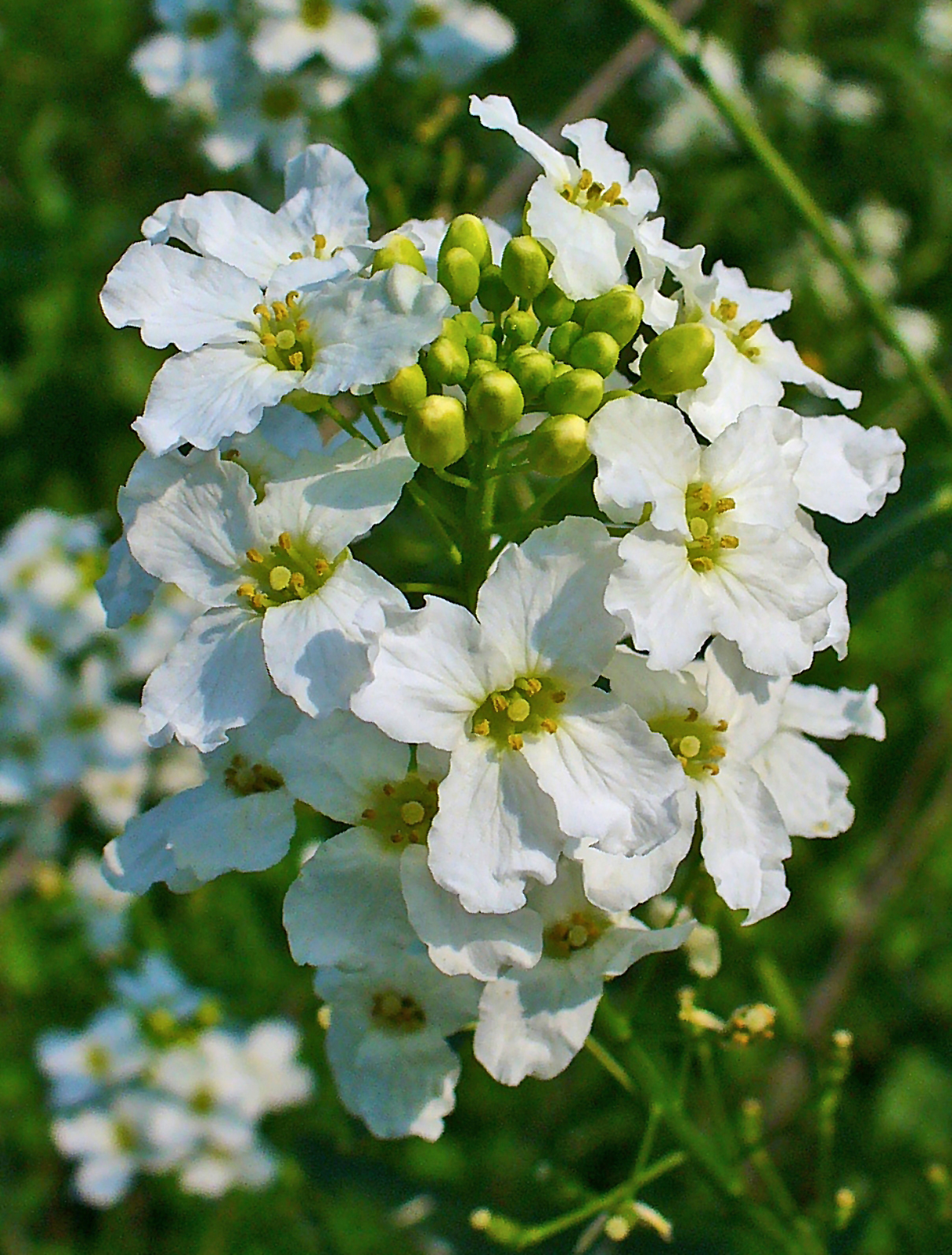
Flores.

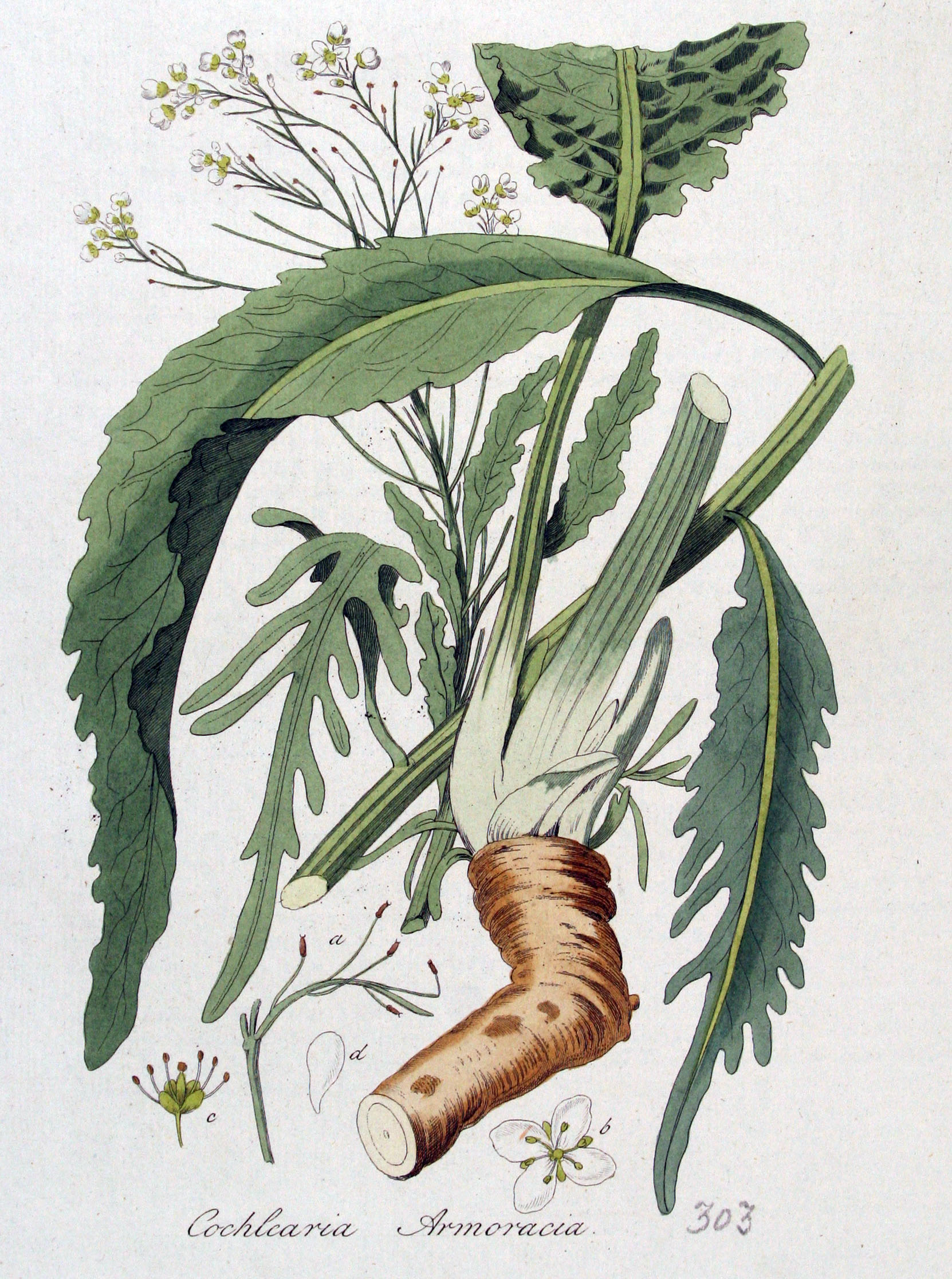
Armoracia rusticana en Janus Kops, Flora Batava, Volume 4, 1822.

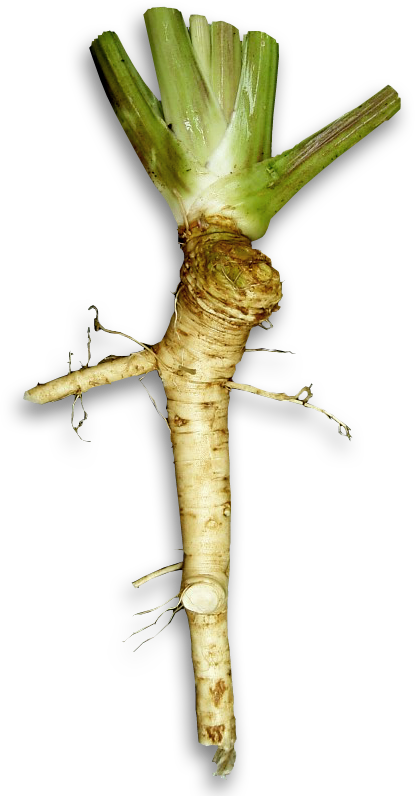
Detalle de la raíz.

## Descripción
Es una hierba perenne, glabra, de raíz axonomorfa, gruesa, más o menos carnosa. Tallos de 60-100 cm de altura, foliosos, asurcados, fistulosos, erguidos, ramificados en la mitad superior. Hojas basales en rosetas, largamente pecioladas con pecíolo grueso, asurcado, de hasta 60 cm de longitud, prolongado por el envés foliar; limbo (20)30-45 por 6-12(16) cm, oval u oblongo, rara vez oblongo con un estrechamiento en el centro a la manera de una guitarra, atenuado o cordado en la base, obtuso, irregularmente crenado, con nervadura secundaria reticulada. Hojas caulinares de hasta 10(15) cm, que van siendo menores hacia el ápice, de pecíolo corto o nulo. Flores en racimos de hasta 40 cm en la fructificación, sin brácteas, corimbiformes y densos en la antesis, muy alargados en la fructificación. Pedicelos de hasta 15 mm en la fructificación, finos, erectos o erecto-patentes. Sépalos  erectos o erecto-patentes, con margen membranáceo, no gibosos en la base, de 2-3 mm, ovales, arqueados, verdes. Pétalos blancos, obovados, de 5-7 mm, de uña indiferenciada. Estambres en número de 6 con anteras amarillas. 2 nectarios laterales , anulares o semianulares. Estilo de cerca de 0,5 mm, con estigma capitado. Frutos  en silícula latisepta, obovoidea o elipsoidea, de valvas más o menos lisas, sin nervio medio visible. Semillas dispuestas en dos filas en cada lóculo, lisas, ápteras, sin endosperma (carácter importante de la familia Brassicaceae) y con los 2 cotiledones aplicados uno contra otro (acumbentes). Tiene un número de cromosomas de 2n = 32.

## Distribución geográfica y hábitat
Se encuentra a orillas de huertos o suelos removidos, subespontánea; a una altitud de 800-1400 metros en la región eurosiberiana oriental; originaria del sur de Rusia y suroeste de Asia, naturalizada en Europa y regiones húmedas de todo el mundo. Aparece en las estribaciones pirenaicas de Aragón y Cataluña, cada vez más rara por haberse abandonado su cultivo, ocasionalmente en otros lugares.

## Historia
El rábano picante se cultiva desde la antigüedad. Dioscórides incluyó el rábano picante igualmente como Persicon sinapi (Diosc. 2.186) o Sinapi persicum (Diosc. 2.168), que la Historia Natural de Plinio informó como Persicon napy; Catón analiza la planta en sus tratados sobre agricultura y un mural en Pompeya muestra la planta. El rábano picante es probablemente la planta mencionada por Plinio el Viejo en su Historia Natural con el nombre de Amoracia, y recomendada por él por sus cualidades medicinales, y posiblemente el rábano silvestre, o raphanos agrios de los griegos. Los herboristas del Renacimiento temprano Pietro Andrea Mattioli y John Gerard lo mostraron bajo Raphanus. Su moderno género linneano Armoracia le fue aplicado por primera vez por Heinrich Bernhard Ruppius, en su Flora Jenensis, 1745, pero el propio Linneo lo llamó Cochlearia Armoracia.
Tanto las raíces como las hojas se utilizaron como medicina tradicional durante la Edad Media. La raíz se utilizaba como condimento para las carnes en Alemania, Escandinavia y Gran Bretaña. Fue introducido en América del Norte durante la colonización europea; tanto George Washington como Thomas Jefferson mencionan el rábano picante en relatos sobre el jardín. Los nativos americanos lo utilizaban para estimular las glándulas, evitar el escorbuto y como tratamiento diaforético para el resfriado común.
William Turner menciona el rábano picante como Red Cole en su "Herbal" (1551-1568), pero no como condimento. En The Herball, or Generall Historie of Plantes (1597), John Gerard lo describe con el nombre de raphanus rusticanus, afirmando que se encuentra silvestre en varias partes de Inglaterra. Tras referirse a sus usos medicinales, dice:

[E]l rábano picante, con un poco de vinagre, se usa comúnmente entre los alemanes como salsa para comer pescado y carnes similares, como la mostaza.

## Usos
Fue muy empleada como planta medicinal y aromática a partir del siglo XIII, usando la raíz (de color crema y ramificada) que al cortarla desprende esencias volátiles y muy penetrantes, cuyo efecto irritante es similar al del amoníaco, y con fuertes propiedades lacrimógenas. Las hojas jóvenes pueden emplearse como aromatizantes.
La raíz se usa para elaborar un condimento en forma de ralladura o bien molido como pasta, cuyo fuerte sabor hace que en muchos países sustituya a menudo a las mostazas. En el Reino Unido es la base del horseradish y en Francia del raifort. En Argentina se llama pasta de rábano picante aunque también se denomina con los nombres que daban los inmigrantes que lo introdujeron: Kren por su origen alemán-austríaco o hren (Jren) por su nombre eslavo. En Italia meridional es conocida como ràfano y se utiliza en la cocina de Basilicata para preparar la rafanata, con la adición de huevos, queso pecorino y patatas.
En los países en donde se ofrecen comercialmente pueden encontrarse preparados en dos variantes: la variante fuerte que solo contiene la raíz y conservantes, mientras que en la variante suave se combina con un ingrediente dulce que puede ser puré de manzana (apfel kren), remolacha o azúcar. El famoso wasabi de la cocina japonesa se sustituye a menudo por una pasta elaborada con este rábano (y coloreada de verde) ya que el wasabi auténtico es similar pero su precio es muy alto, incluso en Japón.[cita requerida]
Las hojas son comestibles y parecidas a grelos.

## Propiedades
Es una planta diurética, antiescorbútica, digestiva, revulsiva, rubefaciente.
Principios activos: Las raíces y hojas contienen sinigrina (alil-glucosinato) y 2-fenil-etil-glucosinolato.
Indicaciones: antiescorbútico, digestivo, sudorífico, diurético, depurativo, carminativo, pectoral. Contra el raquitismo. Es muy raro el envenenamiento, dado su sabor extremadamente picante, pero se han dado casos; se caracteriza por fuerte irritación de los tejidos en contacto, inflamación del tracto digestivo, vómitos de sangre y diarreas.
Otros usos: la raíz contiene una enzima (peroxidasa) sumamente utilizada como agente oxidante en ensayos químicos (inorgánicos y biológicos). El jugo se usa en cosmética como estimulante y rubefaciente. Mezclado con vinagre se usa para manchas y acné. La mostaza de Alemania se hace con raspaduras de raíz, es muy fuerte pero digestiva.

## Usos culinarios

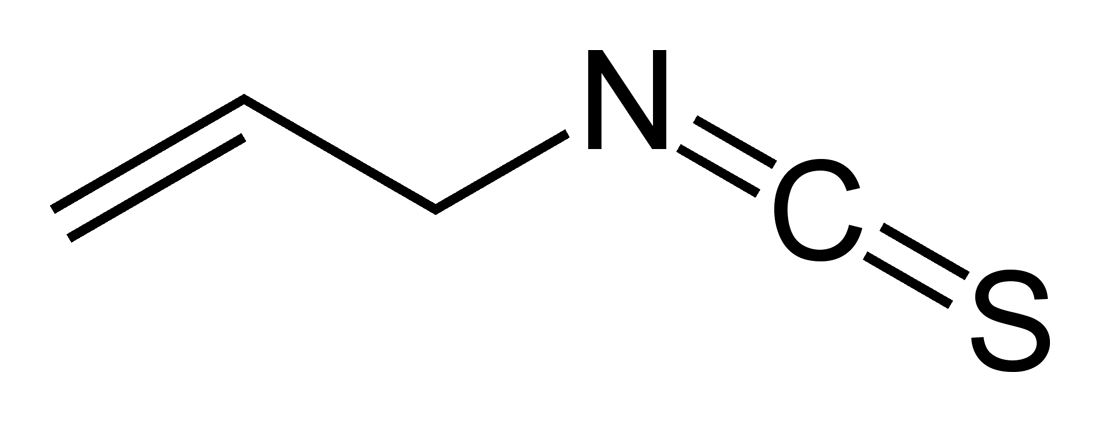
El alil isotiocianato es el componente picante de la salsa de rábano picante fresco.

El sabor picante distintivo del rábano picante proviene del compuesto alil isotiocianato. Al triturar la pulpa del rábano picante, se libera la enzima mirosinasa y actúa sobre los glucosinolatos sinigrina y gluconasturtiina, que son precursores del alil isotiocianato. El alil isotiocianato sirve a la planta como defensa natural contra los herbívoros. Dado que el alil isotiocianato es perjudicial para la propia planta, se almacena en la forma inofensiva de glucosinolato, separado de la enzima mirosinasa. Cuando un animal mastica la planta, se libera alil isotiocianato, lo que repele al animal.  El alil isotiocianato es un compuesto inestable que se degrada en el transcurso de días a 37 °C (99 °F). Debido a esta inestabilidad, las salsas de rábano picante carecen del picante de las raíces recién trituradas.
Los cocineros pueden utilizar los términos "rábano picante" o "rábano picante preparado" para referirse a la raíz triturada (o rallada) de la planta de rábano picante mezclada con vinagre. El rábano picante preparado es de color blanco a beige cremoso. Se puede almacenar hasta por 3 meses en refrigeración, pero con el tiempo se oscurecerá. Las hojas de la planta son comestibles, ya sea cocidas o crudas cuando son jóvenes, con un sabor similar pero más débil que las raíces.
En la Pesaj, muchos judíos asquenazíes utilizan rábano picante rallado como opción para el Maror (hierbas amargas) en el Seder de Pesaj.

## Taxonomía
Armoracia rusticana  fue descrita y publicada, primero por Carlos Linneo como Cochlearia rusticana en Species Plantarum, vol. 2, p. 648 en 1753 y atribuida luego al género Armoracia por G.Gaertn., B.Mey. y Scherb.  en Oekonomisch-Technische Flora der Wetterau, vol. 2, p.426 en el año 1800. y es la especie tipo del nuevo género de creación concomitante.  
Etimología
Armoracia: nombre genérico tomado del latín armǒrǎcēa, armorǎcǐa, - ae  con el que era conocida una especie de rábano salvaje (por ejemplo en Plinio el Viejo, Historia Naturalis, (19, xxvi, 82 )).
rusticana: epíteto, del Latín rustǐcānus, a, um que significa  "rústico, del campo".
Sinonimia
- Armoracia armoracia Cockerell ex Daniels
- Armoracia lapathifolia Gilib. nom. inval.
- Armoracia rustica Schur
- Armoracia sativa Bernh.
- Cardamine armoracia (L.) Kuntze
- Cochlearia armoracia L. - basiónimo
- Cochlearia lancifolia Stokes
- Cochlearia lapathifolia Gilib. nom. inval.
- Cochlearia rusticana Lam. nom. illeg.
- Cochlearia variifolia Salisb.
- Crucifera armoracia Y.H.L.Krause
- Nasturtium armoracia (L.) Fr.
- Raphanis magna Moench
- Raphanus rusticanus Garsault nom. inval.
- Rorippa armoracia (L.) Hitchc.
- Rorippa rusticana (P. Gaertn., B. Mey. & Scherb.) Godr. [16]

## Nombres comunes
Jaramago, jaramago oficinal, mostaza romana, rábano magisco, rábano magistro, rábano picante, rábano rusticano, rábano rústico, rábano salvaje, rábano silvestre, rábano vagisco, xaramago.

## Producción
En los Estados Unidos, el rábano picante se cultiva en varias zonas, como Eau Claire, Wisconsin, y Tule Lake, California. El crecimiento más concentrado se produce en la región de Collinsville, Illinois.
En Europa se producen anualmente 30.000 toneladas métricas de rábano picante, de las cuales Hungría produce 12.000, lo que la convierte en el mayor productor individual.

## Cultivo

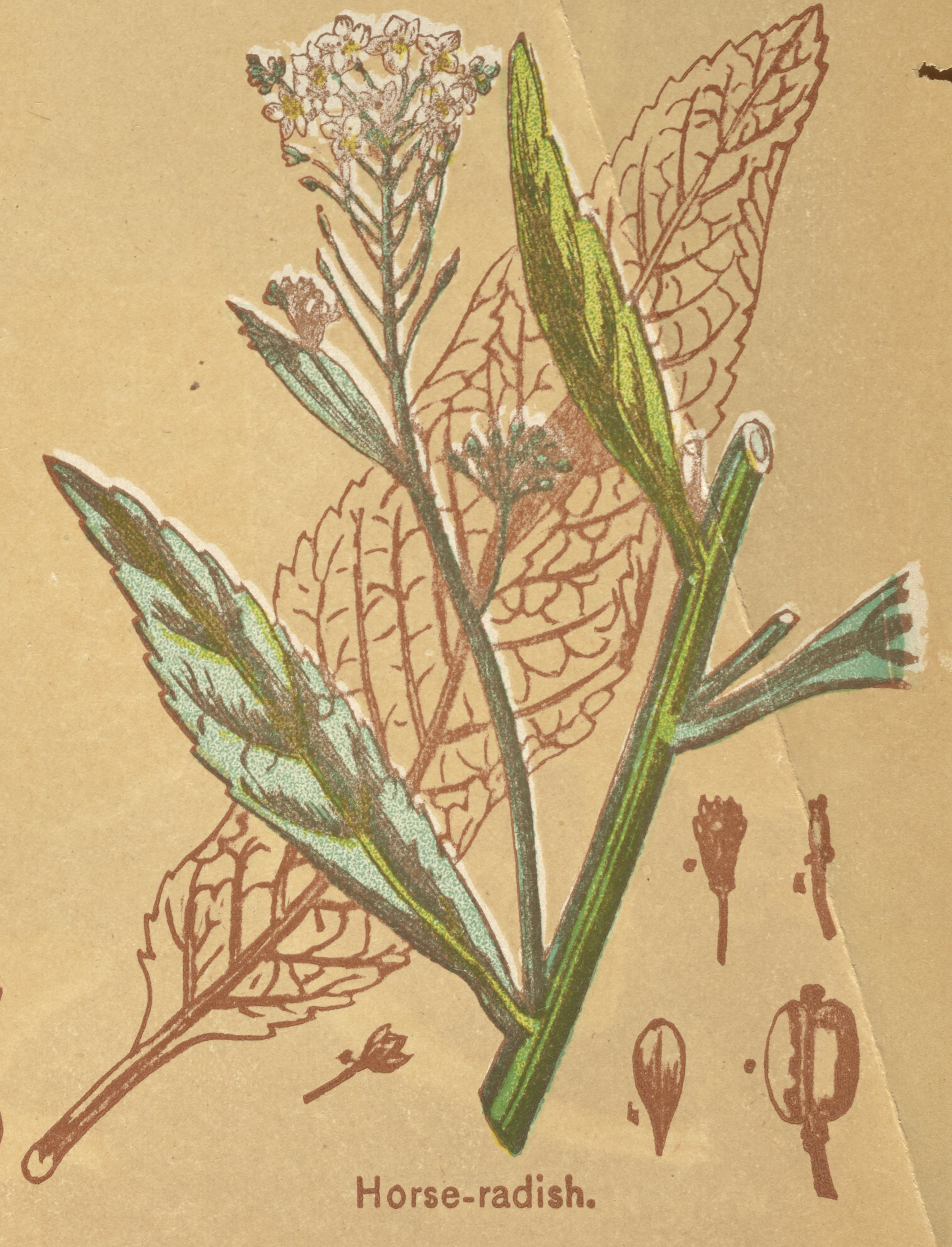
Rábano picante, de The Book of Health (El libro de la salud), 1898, de Henry Munson Lyman.

El rábano picante es perenne en ciertas zonas y puede cultivarse anualmente en otras zonas, aunque no con tanto éxito como en zonas con una temporada de crecimiento larga y temperaturas invernales lo suficientemente frías como para asegurar la latencia de la planta. Después de que la primera helada de otoño mata las hojas, se extrae la raíz y se divide. Se cosecha la raíz principal y se replantan uno o más retoños grandes de la raíz principal para producir la cosecha del próximo año. El rábano picante que se deja intacto en el jardín se propaga a través de brotes subterráneos y puede volverse invasivo. Las raíces más viejas que quedan en el suelo se vuelven leñosas, después de lo cual ya no son útiles culinariamente, aunque las plantas más viejas se pueden desenterrar y volver a dividir para comenzar plantas nuevas. Las hojas de principios de temporada pueden ser distintivamente diferentes, asimétricas y puntiagudas, antes de que comiencen a desarrollarse las típicas hojas maduras, planas y anchas.

### Plagas y enfermedades
Ampliamente introducidos por accidente, los "gusanos de la col", las larvas de Pieris rapae, la pequeña mariposa blanca, son una plaga de orugas común en el rábano picante. Los adultos son mariposas blancas con manchas negras en las alas anteriores que se ven comúnmente volando alrededor de las plantas durante el día. Las orugas son de color verde aterciopelado con rayas amarillas tenues que recorren la espalda y los costados a lo largo. Las orugas completamente desarrolladas miden aproximadamente 25 milímetros (1 pulgada) de largo. Se mueven lentamente cuando se les empuja. Pasan el invierno en cajas de pupas verdes. Los adultos comienzan a aparecer en los jardines después de la última helada y son un problema durante el resto de la temporada de crecimiento. Hay de tres a cinco generaciones superpuestas al año. Las orugas maduras mastican agujeros grandes y irregulares en las hojas, dejando las venas grandes intactas. La recolección manual es una estrategia de control eficaz en los huertos familiares.